# ゲットハード/Get Hard
『ゲットハード/Get Hard』（原題:Get Hard）は2015年に公開されたアメリカ合衆国のコメディ映画である。監督はイータン・コーエン、主演はウィル・フェレルとケヴィン・ハートが務めた。本作はコーエンの映画監督デビュー作となった。なお、本作は日本国内で劇場公開されなかったが、Amazonでの配信が行われている。

## ストーリー
ジェームズ・キングはヘッジファンドのマネージャーとして活躍していた。キングは自信が勤めるファンドの経営者であるマーティン・バローの娘、アリッサと婚約していた。そんなある日、キングは洗車場で働くダーネル・ルイスと知り合いになった。ダーネルとその妻（リタ）は娘を良い学校に転学させようとあれこれやっていたが、資金がどうしても工面できずにいたのである。
婚約パーティーの最中、キングは突然その場にやって来たFBIに横領と詐欺の容疑で逮捕されてしまった。キングは弁護士から「刑期を短く済ませるためにも、罪を認めた方が良い」というアドバイスを受けたが、キングはそれに従わず無実を主張し続けた。その結果、キングは懲役10年の有罪判決を受けることになった。30日間の猶予を与えられたキングはアリッサと共に逃亡を図ろうとしたが、アリッサはそんなキングをあっさりと捨てるのだった。
キングは「黒人なら刑務所で服役した経験があるに違いない」と考え、ダーネルに刑務所での振る舞い方を習うことにした。服役経験のないダーネルはそれを断ろうとしたが、授業料として提示された3万ドルに目がくらんでしまい、取り敢えず引き受けることにした。ダーネルの指導は滅茶苦茶だったが、刑務所で生き延びることしか頭にないキングはそれに気が付かなかった。しばらくして、キングはマーティンに収監前最後の挨拶をしに行った。キングの「友人の協力を取り付けました」という言葉を聞き、マーティンは内心で仰天していた。何を隠そう、キングを罠にはめたのはマーティンだったのである。マーティンはキングが友人と共に報復してくると勘違いして震え上がり、警護のためにヒットマン（ゲイル）を雇うことにした。
様々な特訓の結果、キングは刑務所で使えそうなテクニックを幾つか習得できたが、屈強な精神を作り上げるまでには至らなかった。そこで、ダーネルはキングを地元のギャングに紹介することにした。ギャングの一員になれば、刑務所で虐められることもあるまいと考えてのことである。ギャング団のリーダーであるラッセルは白人のキングの参加を拒んだが、「それなら白人至上主義者の一員になれば良い」とアドバイスした。キングは白人至上主義者の団体に接触したが、レイシストになりきることが出来なかった。その団体の構成員たちがキングをスパイと勘違いしたため、一触即発の事態に陥ったが、ダーネルは火炎放射器を駆使してキングを救い出した。
やがて、キングとダーネルは「バローが黒幕なのではないか」と疑い始めたが、真実はそう単純なものではなかった。

## キャスト
- ウィル・フェレル - ジェームズ・キング
- ケヴィン・ハート - ダーネル・ルイス
- クレイグ・T・ネルソン - マーティン・バロー
- アリソン・ブリー - アリッサ・バロー
- エドウィナ・フィンドリー - リタ・ルイス
- T.I. - ラッセル
- アリアナ・ニール - マッケイラ・ルイス
- エリック・チャバリア - セシリオ
- カティア・ゴメス - ローザ
- グレッグ・ジャーマン - ピーター・ペニー
- ポール・ベン＝ヴィクター - ゲイル
- ジョン・メイヤー - 本人
- ジョン・アイズ - ビッグ・マイク
- ニート・ラリオザ - ジャオア
- ダン・バッケダール - レオ
- ロン・ファンチズ - ジョジョ
- エリオット・グレイ - 裁判官
- マット・ウォルシュ - 男性
- T・J・ジャゴダウスキー - クリス
- ドミニク・ペリー - ションダ
- ジミー・ファロン - 本人（クレジットなし）

## 製作
2012年12月7日、ウィル・フェレルとケヴィン・ハートが本作に出演するとの報道があった。2013年9月、イータン・コーエンが本作の監督に起用された。2014年2月26日、クレイグ・T・ネルソンの出演が決まったと報じられた。3月17日、アリソン・ブリーがキャスト入りした。21日、エドウィナ・フィンドリーが起用されることになったと報じられた。24日、ダン・バッケダールの出演が決まったとの報道があった。25日、T.I.の出演が決まった。10月30日、本作で使用される楽曲をクリストフ・ベックが手掛けることになったと報じられた。

### 撮影
本作の主要撮影は2014年3月17日にニューオーリンズで始まり、同年5月14日に終了した。本作の脚本には人種に関するジョークが多数盛り込まれていたため、製作チームはそれらが人種差別的と受け取られないように最大限の配慮をした。コーエン監督はハートに「このシーンはアフリカ系の観客の目にどう映るか」という点についてアドバイスを求め、それを参考にしながら演出を行った。また、テスト・スクリーニングも通常より多く行われた。

## 公開・興行収入
2015年1月15日、本作のオフィシャル・トレイラーが公開された。3月2日、本作のレッドバンド・トレイラーが公開された。16日、本作はサウス・バイ・サウスウェストでプレミア上映された。
本作は『ホーム 宇宙人ブーヴのゆかいな大冒険』と同じ週に封切られ、公開初週末に3400万ドル前後を稼ぎ出すと予想されていたが、この予想は的中した。2015年3月27日、本作は全米3175館で公開され、公開初週末に3380万ドルを稼ぎ出し、週末興行収入ランキング初登場2位となった。

## 評価
本作に対する批評家の評価は芳しいものではない。映画批評集積サイトのRotten Tomatoesには178件のレビューがあり、批評家支持率は28%、平均点は10点満点で4.3点となっている。サイト側による批評家の見解の要約は「名コメディアン2人を無駄遣いしている。『ゲットハード/Get Hard』は型破りな設定のポテンシャルを活かす代わりに、使い古された上にやたらと攻撃的なギャグを放つことに甘んじている。」となっている。また、Metacriticには43件のレビューがあり、加重平均値は34/100となっている。なお、本作のCinemaScoreはBとなっている。